# Historia de la medicina general en España
La Historia de la medicina general en España está documentada desde la Edad Media, hasta la actualidad; y es una parte de la Historia de la medicina. Estudia los conocimientos, habilidades y estructura sanitaria en la que ejercen los médicos de cabecera a lo largo del tiempo en España.

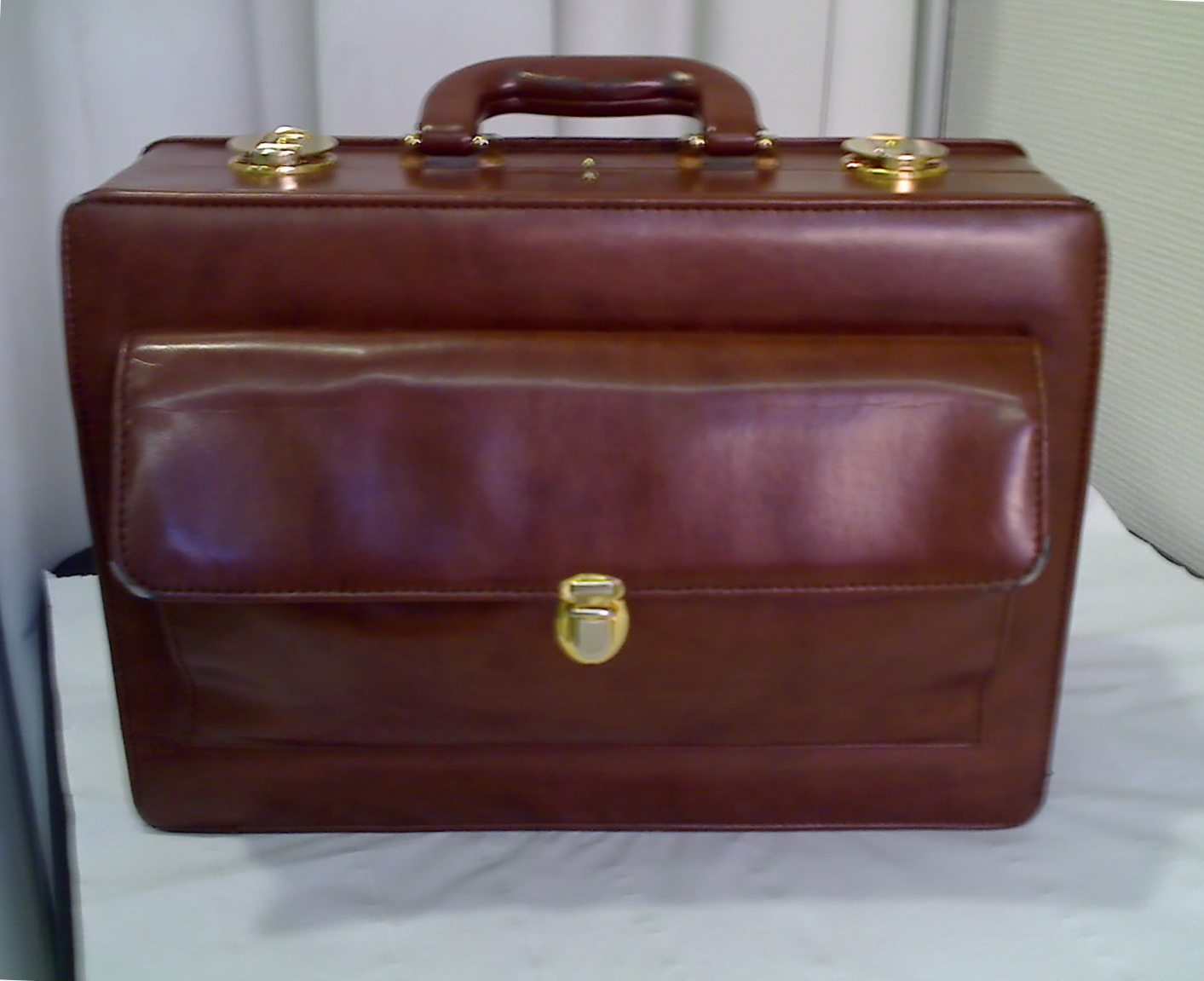
Cabás o maletín del médico de cabecera.

## La Medicina General
El médico general, como heredero directo del chamán de la tribu, fue sumando saberes y habilidades de forma reglada para alcanzar en el siglo XIII el título de «físico» en el Fuero Real promulgado por de Alfonso X el Sabio. Del médico general han partido otras profesiones sanitarias (farmacéutico, dentista, cirujano, etc) y desde ﬁnales del siglo XIX las diferentes especialidades médicas.

## Edad Media

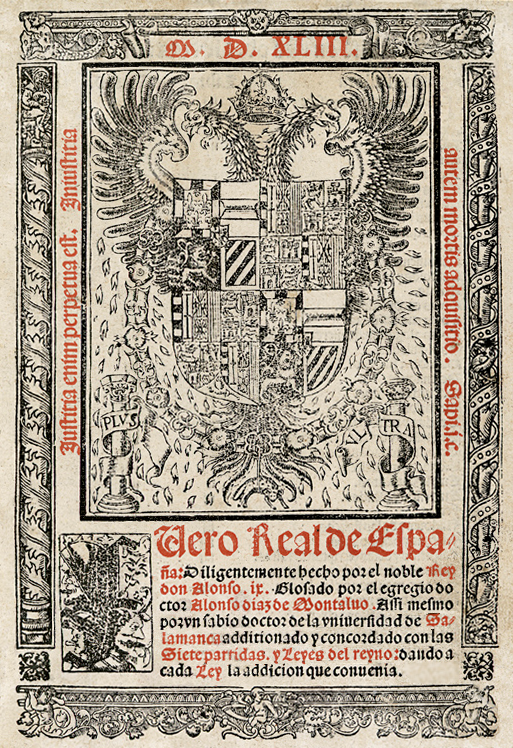
Fuero Real de Alfonso X el Sabio.

El sistema sanitario español actual es el producto final de una larga evolución que podemos seguir, en lo que se refiere a Atención Primaria (AP), al menos hasta 1255, año en que Alfonso X El Sabio promulgó el Fuero Real (o Fuero de las Leyes). En el Título XVI del Libro IV se establece la figura del “físico”, que debía ser aprobado por los ya establecidos en el lugar, y reconocido por el alcalde, recibiendo un título como tal; de ahí lo de “titulares”. Además, fue importante el desarrollo de los gremios medievales, y la contratación por los mismos de un médico para atender a sus miembros (aprendices, trabajadores, jubilados, viudas y demás familiares) por un sistema de capitación que cubría la atención con independencia del estado de salud, según el número de gremialistas, y todos por igual; de ahí lo de “igualas”.

## Edad Moderna
En el Renacimiento los médicos de cabecera aparecen en su plenitud de dedicación profesional: atienden a los pacientes en sus domicilios, en sus consultas e incluso en los hospitales; dan clase regladas a sus discípulos en las universidades; investigan, en esta época ya pueden realizar disecciones sobre cadáveres. Como prototipos destacan Francisco Vallés (el "Divino") y Fernando de Mena que llegaron a ser médicos de cámara (personal) de Felipe II.
Estaban controlados por el Real Tribunal del Protomedicato, un cuerpo técnico encargado de vigilar el ejercicio de las profesiones sanitarias (físicos, cirujanos, boticarios y barberos), así como de ejercer una función docente y atender a la formación de estos profesionales. Creado en España en 1477, durante el siglo XVI se extendió a las colonias, fundándose en 1570 los primeros protomedicatos de México y del Perú.

## Edad Contemporánea
Durante el siglo XVIII hay constancia oficial de la figura del médico titular (también denominados médicos de partido o municipales o de beneficencia) como profesional que trabaja en exclusiva para una ciudad o un pueblo como funcionario facultativo. Sus obligaciones consistían en "asistir a los enfermos y enfermas vecinos, naturales y habitantes que les llamen de día o de noche" cobrando por cada visita, a excepción de los pobres, y donde procediera "asistir alternativamente al hospital, cárcel y casa de misericordia". En el siglo XIX se mantuvieron duras condiciones laborales en el medio rural: modestos honorarios a veces pagados en especie o en servicios, dispersión de los pacientes, aislamiento profesional, y falta de recursos sanitarios. En 1865 se creó también la figura del médico titular en Filipinas (por entonces colonia española) especificando aún con más detalle sus obligaciones: "La asistencia gratuita a los pobres de la cabecera de la provincia, y a los presos de la cárcel pública. Inspeccionar y dirigir la vacunación y revacunación de los habitantes de la provincia. El desempeño del cargo de Médico forense. La inspección en todo lo relativo al ramo de Sanidad con el carácter de Subdelegados. La redacción de una Memoria anual acerca de las vicisitudes de la salud púbica en su provincia proponiendo cuanto consideren conveniente a mejorarla, adicionándola con noticias estadísticas relativas al movimiento de la población".
En el siglo XIX se cuestionaba las ventajas e inconvenientes de la formación en la "clínica de las familias o poli-clínicas" frente a la enseñanza de la "clínica pública u hospitalaria". Destacando la enseñanza a la cabecera de los enfermos, porque "no basta describir las enfermedades, es necesario verlas".
La ley de Sanidad de 1855 reconoció como deber ineludible de todos los ayuntamientos de España
el proporcionar asistencia facultativa gratuita a las familias pobres residentes en cada municipio; excluyéndose de esta atención sanitaria a los vecinos acomodados de la misma u otra población. Este servicio se debía realizar mediante contratación directa entre los pueblos y los médicos. Estableciendo posteriormente diversos reglamentos para su regulación.

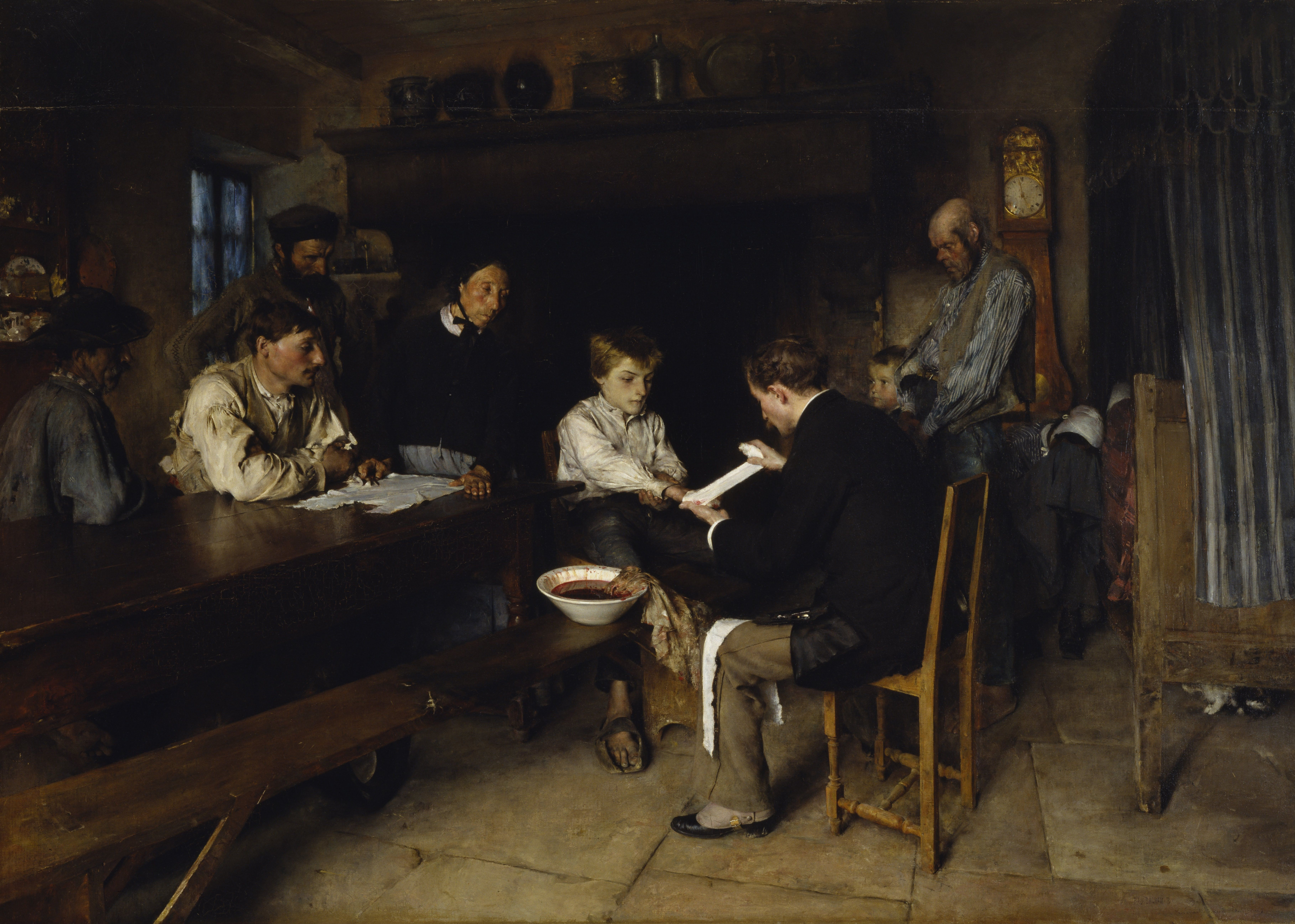
Un accidente (1879) Pascal Dagnan-Bouveret.

En diciembre de 1891 se celebró en Madrid el Primer Congreso de Médicos Titulares de España; presidido por el Dr. Laureano García García (médico titular de Ribadesella) y auspiciado por El Siglo Médico, la principal y más influyente revista profesional de la época. Actualmente persiste la categoría profesional del Cuerpo de Médicos Titulares, que agrupa a los funcionarios con tareas médicas asistenciales dependientes de la Administración.
En 1894 se regula la creación de "patentes", que servían a la vez como licencia para ejercer dentro del gremio de Médicos Cirujanos, y como impuesto profesional. Había siete clases de patentes de base poblacional, lo que representaba que al ejercer en determinada ciudad se pagaba en función de su número habitantes.
Los médicos rurales se implicaban en la comunidad donde ejercían. Intentaban resolver los problemas que surgían (ej.: epidemias) asumían actividades de medicina legal y las medidas de higiene individual y colectiva. También denunciaban las carencias socio-sanitarias de la administración local, y dedicaban sus esfuerzos a los más desfavorecidos.
El sistema de “igualas”, muy popular, facilitó el desarrollo, a finales del siglo XIX y primeros del XX, de cientos de pequeñas mutuas y “cajas de enfermedades", en la estela de las alemanas, de trabajadores y empresarios, que terminaron dando origen al Instituto Nacional de Previsión (INP), en 1908. Este fue el germen de una organización sanitaria que empezó cubriendo a parte de la población trabajadora, se transformó en 1978 en el Instituto Nacional de la Salud (INSALUD), y ha terminado prestando servicio al conjunto de la población, incluso a inmigrantes en situación ilegal en el país, como Sistema Nacional de Salud (SNS).
Cuestión importante fue la influencia del National Health Service (NHS), fundado en 1948 en el Reino Unido tras la Segunda Guerra Mundial (por el gobierno laborista elegido en 1945). Con una diferencia clave: los recursos financieros llegan a los proveedores, en España, directamente como salario (o capitación) pues los médicos generales son profesionales asalariados, asimilados a funcionarios ("personal estatutario"), que trabajan en instituciones públicas. Además, en España el médico de cabecera es diferente según la edad del paciente, pediatra para los niños, y médico de familia para el resto.
Pero la estructura de la Atención Primaria española y su organización asistencial actuales no son fruto solo de la evolución espontánea, de la inercia histórica, sino también de decisiones políticas. Los servicios de Atención Primaria del Seguro Obligatorio de Enfermedad (SOE), los consultorios de finales de los años 1970, distan mucho de los actuales centros de salud. Y el ejercicio profesional, hasta aquellos años esencialmente individual y aislado, en poco se parece al trabajo del médico general en los Equipos de Atención Primaria que, aunque mantienen la consulta individual como lugar de contacto con el enfermo, ofrecen múltiples posibilidades de intercambio profesional y formativo, y mejores y más diversos apoyos clínicos. En aquellos años, la situación del sistema sanitario se caracterizaba por la escasez de recursos, por la orientación a la enfermedad, la burocratización con escasa eficacia del trabajo, la desigualdad, la pasividad y el sometimiento de los usuarios, el desprestigio social y profesional, y la falta de legitimidad política (en el sentido de legitimación democrática).

### Declaración de Alma-Ata
La imagen actual de la Atención Primaria se empezó a forjar en la década de los setenta. La figura paternalista y amable del médico de cabecera, transportando su maletín de aviso en aviso por las calles de los pueblos, o la más hosca y envuelta en humo [en aquel tiempo no era extraña la costumbre de fumar durante la consulta] del médico de cupo urbano, o la del practicante (enfermero) administrando inyectables, se empezaron a difuminar con el análisis realizado por algunos grupos de médicos, con algunas experiencias aisladas en el medio rural (como la de Montánchez en Cáceres y la de Tirajana en Canarias) y con las recomendaciones de la Conferencia Internacional de la Organización Mundial de la Salud (OMS) celebrada en Alma-Ata en 1978, a partir de la cual se produjo el verdadero despegue de una nueva concepción de la Atención Primaria.
A partir del “X Congreso de Médicos y Biólogos de Lengua Catalana”, celebrado en Perpiñán en 1976, y de una ponencia sobre la función social de la medicina, el Colegio Oficial de Médicos de Barcelona promovió desde su Gabinete de Asesoría y Promoción de la Salud (GAPS) un grupo de estudios sobre la medicina de la asistencia primaria o de cabecera. Las deliberaciones y recomendaciones de este grupo de estudios se dieron a conocer en 1980 y representaron una aportación muy útil en el debate sanitario posterior. En este texto ya se recomendó superar la organización tipo Seguro Obligatorio de Enfermedad mediante un Sistema Nacional de Salud (un “servicio”, en las discusiones originales); se colocó a la Atención Primaria como núcleo central del sistema de salud, complementada por la asistencia hospitalaria, y como nexo básico de las actividades asistenciales, de promoción y de prevención, y se propuso el Centro de Salud como soporte institucionalmente necesario para el Equipo y como organismo coordinador de las personas y de los medios implicados en los servicios de Atención Primaria.
En el libro del GAPS se hacen recomendaciones para superar el aislamiento profesional del médico de cabecera, para potenciar la calidad de la práctica profesional (utilizar la historia clínica, entre otras medidas), así como recomendaciones orientadas a la racionalización y el control de las estructuras organizativas de la Atención Primaria; entre otras, zonificar mediante una organización territorial de base, mejorar las condiciones de trabajo de los profesionales sanitarios y, antes de todas estas medidas, destinar a los servicios de Atención Primaria la financiación necesaria para conseguir extensión y calidad suficientes, empezando por las zonas que tienen más necesidades y que, por la lógica del lucro o por su menor capacidad de mercado, tienden a ser siempre las más abandonadas.

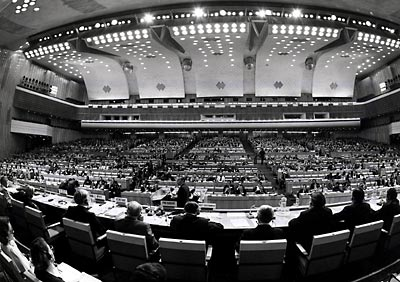
Conferencia Internacional sobre Atención Primaria de Salud, Almaty (antigua Alma-Ata), 1978.

De la Conferencia Internacional sobre Atención Primaria de Salud de Alma-Ata, capital de Kazajistán (entonces una de las repúblicas de la URSS, Unión de Repúblicas Socialistas Soviéticas), en septiembre de 1978, nos queda un lema y un objetivo fuertemente motivador, pero imposible de cumplir: “Salud para Todos en el Año 2000”. Es el reconocimiento de que el derecho a la protección de la salud es un derecho humano fundamental y la convicción de que la búsqueda del grado más alto posible de salud es un objetivo irrenunciable en todo el mundo. Se recordó a los gobiernos la obligación de cuidar la salud de sus pueblos; la desigualdad en salud se consideró política, social y económicamente inaceptable y se promovió el desarrollo económico y el aumento de la protección social para lograr el máximo de salud para todos.
Para lograr los fines de la Declaración de Alma-Ata se proponía la cobertura asistencial universal por los servicios de Atención Primaria y el desarrollo de Sistemas Nacionales de Salud. Se insistía en que el logro del bienestar físico, psíquico y social no se consigue por los servicios médicos, sino que es preciso abordar la multicausalidad de la enfermedad, mantener el acercamiento bio-psicosocial, la intersectorialidad y la atención integral al individuo, a la familia y a la comunidad (de ahí la importancia del trabajo en equipo multidisciplinar para integrar promoción, prevención, curación y recuperación de la salud). La salud no es el producto del trabajo del sistema sanitario, sino la expresión de una sociedad justa y equitativa que logra para todos sus miembros educación, vivienda, trabajo y justicia mediante la distribución adecuada de los recursos materiales, humanos y financieros, también en el ámbito sanitario.

### Medicina Familiar y Comunitaria
España estuvo presente en la Conferencia y firmó la Declaración de Alma-Ata. A partir de aquí se desarrollaron algunas acciones políticas, el 21 de noviembre de 1978 se funda la Comisión Nacional de Medicina Familiar y Comunitaria, y en 1979 empiezan los primeros residentes de la especialidad de Medicina Familiar y Comunitaria (MFyC) dentro del sistema MIR (Médico Interno Residente); y de la Unidades Docentes de MFyC, en donde se inició el ensayo de lo que intentaría ser la Atención Primaria en el futuro. Se redactó por entonces el borrador de lo que hubieran sido (y nunca fueron) Centros Integrales de Atención Primaria.

### Sociedades científicas
En el último cuarto del siglo XX se intensificó el asociacionismo en atención primaria, creándose diferentes sociedades científicas:
- 1972: se crea la Sociedad Española de Medicina Rural (SEMER), cuyo objetivo era agrupar los médicos rurales para mejorar sus condiciones labores y formación. En 1982 cambia su denominación a Sociedad Española de Medicina Rural y Asistencia Primaria (SEMERAP), en 1990 a Sociedad Española de Medicina Rural y Generalista (SEMERGEN) y, en la actualidad, mantiene estas siglas pero denominándose Sociedad Española de Médicos de Atención Primaria.[34]
- 1982: se constituye la Sociedad Española de Medicina Familiar y Comunitaria (semFYC) con el objetivo de crear foros de contacto y discusión de las sucesivas promociones de especialistas en Medicina de Familia y Comunitaria.[35]
- 1987: comenzaron las actividades de la Red Española de Atención Primaria (REAP), la única multiprofesional al agrupar a médicos, farmacéuticos, personal de enfermería y otros profesionales relacionados con la Atención Primaria.[36]
- 1988: se funda la Sociedad Española de Medicina General (SEMG) por la "necesidad de organizar una sociedad científica en torno al médico que ejerciera la Medicina General sin otra distinción". En la actualidad se denomina Sociedad Española de Médicos Generales y de Familia.[37]

### Reforma sanitaria de 1984
Durante los primeros gobiernos democráticos de UCD (Unión de Centro Democrático), las fuentes de opinión y las encuestas manejadas ponían de manifiesto la coincidencia entre profesionales, personal de la Administración y población sobre las carencias de la Atención Primaria y sobre la necesidad de que su reforma fuera prioritaria en las decisiones ministeriales. De hecho, ya en 1978, el acuerdo con las comunidades autónomas facilitó la ordenación territorial sanitaria (RD 2221/1978, de 25 de agosto), mediante las normas de confección del mapa sanitario, requisito previo para la reestructuración de la Atención Primaria. En 1980 y 1982 se publicaron los mapas sanitarios de Cataluña y del País Vasco, respectivamente, con una primera planificación de necesidades y objetivos en cuanto a la red de centros de Atención Primaria.

Mapa de las comunidades autónomas de España.

La primera transferencia del INSALUD fue a Cataluña, en 1981. A partir de 1982, con la entrada en el gobierno del PSOE, se precipitaron los hechos. En 1983 se modificó el baremo para plazas de Medicina General, incorporando la especialidad de MFyC. Y en 1984, paralelamente a la Jerarquización de las Instituciones Sanitarias Abiertas, se publicó el Real Decreto 137/84 sobre Estructuras Básicas de Salud (eufemismo políticamente correcto, pues no se hablaba explícitamente de “Centros de salud”) en el que se establecieron las Zonas de Salud, los Centros de salud y los Equipos de Atención Primaria.
Se modificó el Estatuto Jurídico del personal sanitario no facultativo, creándose la modalidad de Enfermería de Atención Primaria, y en 1986 se aprobó la Ley 14/1986, Ley General de Sanidad española (LGS). En paralelo se fueron produciendo transferencias del INSALUD, a Andalucía en 1984, Valencia y País Vasco en 1988 y otras que culminaron a finales de 2001 con las últimas diez comunidades autónomas (Aragón, Asturias, Baleares, Cantabria, Castilla-La Mancha, Castilla y León, Extremadura, La Rioja, Madrid y Región de Murcia).
En Atención Primaria, el nuevo modelo exigió una expansión de medios: plantillas a tiempo completo (ocho horas diarias, al comienzo, siete desde 2003), acceso a pruebas diagnósticas, reformas y construcción de nuevos centros, uso de documentación clínica, formación, etc. Se introdujeron nuevos estamentos profesionales en Atención Primaria, con implantación variable según comunidades autónomas (trabajadores sociales, veterinarios, farmacéuticos, epidemiólogos y técnicos en Salud Pública), y se extendió la cobertura asistencial de la Seguridad Social. Las tres cuestiones críticas fueron: 
- el paso a trabajo a tiempo completo del médico general (en muchos casos, además, con dedicación exclusiva),
- el establecimiento de la historia clínica y de otros sistemas de registro y
- la capacidad de formar residentes de MFyC y de impartir formación continuada en los Equipos de Atención Primaria.

### Siglo XXI
Hay una discordancia entre el énfasis teórico sobre la Atención Primaria como puerta de entrada y eje del Sistema Nacional de Salud, el trabajo en equipo y su capacidad de resolución de problemas. Cuando en la práctica hay en una insuficiencia presupuestaria, una atención cada vez menos universal y menos utilizada por los más influyentes, y una falta de apoyo político, gestor y profesional para dotarla de recursos y mejorar su organización y eficiencia. Se necesita potenciar la innovación y visibilizar la Inteligencia Sanitaria en Atención Primaria de Salud.
La actividad asistencial se informatiza, y se impone la historia clínica electrónica como sistema de registro en la consulta médica. La cartera de servicios se amplia progresivamente con cirugía menor, electrocardiografía, citología, colocación de DIU, espirometría, ecografía, cuidados paliativos, seguimiento de enfermos crónicos y postoperatorios.
Desde 2005 la formación en Medicina Familiar y Comunitaria, a través del sistema MIR, se amplia de tres a cuatro años. Sin embargo, la Medicina de Familia no es una asignatura obligatoria en todas las facultades de medicina, y los médicos generales no suelen formar parte de la estructura académica universitaria.
La atención primaria es atractiva socialmente en la medida que es una medicina personalizada. Y en esencia, crea un vínculo de confianza con los pacientes sustentado en las cuatro características básicas de la Medicina de Familia: la accesibilidad, la coordinación, la integralidad y la longitudinalidad de la atención sanitaria.

## Contenido político y práctico de la reforma de la Atención Primaria

### Desarrollo del Seguro Obligatorio de Enfermedad
En 1932 el ministro Largo Caballero ordenó al INP la propuesta de una ampliación de la cobertura sanitaria, lo que llevó al desarrollo de un intenso trabajo de expertos, y antes de la Guerra Civil (1936-1939) se discutió en el Parlamento una nueva legislación que hubiera transformado a la larga el INP en un Servicio Nacional de Salud, pero la rebelión militar no permitió ni llegar a un acuerdo final, ni aprobar ninguna ley al respecto.
Después de la Guerra Civil, el gobierno militar estableció el Seguro Obligatorio de Enfermedad (SOE), en 1942, con una filosofía derivada directamente de las antiguas cajas de enfermedad, centradas en la curación de los trabajadores. Con la lógica de las igualas, los médicos cobraban por un cupo definido de "familias", según las “cartillas” (documento en el que constaban el trabajador y su familia), en un sistema de cuasi-capitación y en principio atendían en su propio domicilio, pero pronto se desarrolló una red de consultorios públicos en los que pasaron a ofrecer sus servicios los médicos generales, en horario de dos horas y media de consulta, más avisos a domicilio (de nueve de la mañana a cinco de la tarde en el medio urbano, cuando se desarrollaron los servicios de urgencia, y las 24 horas, en el medio rural, hasta la implantación de los Centros de Salud). Los médicos titulares, funcionarios locales (de los ayuntamientos) con actividad clínica curativa y preventiva, y en salud pública, fueron incorporados al Seguro Obligatorio de Enfermedad como médicos generales, con una doble dependencia que perdura en 2005, con matices distintos según comunidades autónomas. En el ambiente rural fue donde perduró más el sistema de “igualas”, como complemento a los bajos sueldos oficiales, primero de forma legal, y luego ilegal, hasta convertirse en algo anecdótico en 2005, por ser ya digna la remuneración oficial.
Las enfermeras trabajaron bien como practicantes (cobro por cartilla, con el cupo de varios médicos adscritos, trabajo en consulta de dos horas, y avisos a domicilios con horario similar al médico; profesional muy independiente en el medio rural), bien como enfermeras de consultorio (a tiempo completo, pago por salario, adscripción a una “consulta” o despacho, con tres médicos que cambiaban cada dos horas y media, para auxiliar al médico en las labores burocráticas y en algunas técnicas). En los consultorios una enfermera tenía el nombramiento de "Jefa de Enfermeras", y ejercía una mínima labor de coordinación sobre todo el personal.
Los especialistas también eran remunerados por “cartillas”, lo que constituye casi una primicia mundial de pago por capitación, aunque nunca se ha estudiado a fondo dicha “anomalía”, y también trabajaban a tiempo parcial [el objetivo fue permitir la convivencia del trabajo en el sector público y privado, para lograr la colaboración de los médicos con el sistema, y de paso mantener bajos los salarios públicos]. Así mismo, los especialistas tenían un régimen de cuasi-funcionarios (estatutarios), como los médicos generales. Cada médico general tenía un cuadro de especialistas que ejercían en instituciones abiertas (ambulatorios) o cerradas (clínicas contratadas, para el ejercicio de la cirugía de día, por ejemplo), y remitían a los pacientes al hospital si se requería ingreso. El acceso a los especialistas era vía visita previa al médico general, con alguna excepción, y si el médico general lo creía conveniente derivaba obligatoriamente a algún especialista de su cuadro.

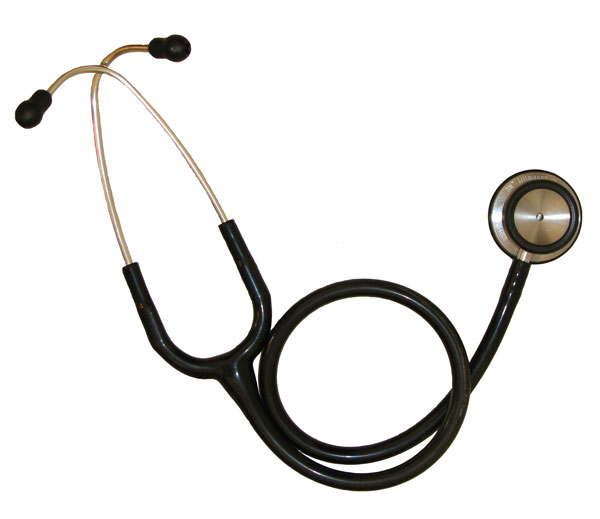
Estetoscopio o fonendoscopio utensilio básico del médico de atención primaria.

El “cupo” del médico general (el conjunto de población que se integraba en las cartillas que se le adscribían) daba lugar a un sistema piramidal, en el que, por ejemplo, el pediatra tenía tres cupos (atendía a los menores de 7 años del cupo de tres médicos generales), el cardiólogo tenía seis cupos, y el endocrinólogo 45 cupos. El conjunto de los cupos (la población cubierta) se agrupaba por “sectoriales”, para las que existía una estructura mínima de gestión del personal, basada en las figuras del "director médico", la "enfermera jefe" y el "inspector médico".
Nunca hubo copagos, más allá de los que acompañaban a la medicación. Tampoco nunca hubo un sistema de cita previa, ni en Atención Primaria ni con los especialistas, pues se daba por supuesto que los pacientes debían ser atendidos en el día, según orden de presentación en la consulta.
Hasta la promulgación de la Ley General de Sanidad, en 1986, el sistema sanitario español mantuvo una estructura fragmentada basada en la Ley de Bases de la Sanidad Nacional de 1944. Las Administraciones (Estado, Diputaciones, y Ayuntamientos) se ocupaban de los aspectos de salud pública y de salud mental, y el individuo debía responsabilizarse de la atención a su enfermedad. La Beneficencia, con aportaciones económicas públicas o privadas, se encargaba de la población sin recursos.
El Seguro Obligatorio de Enfermedad tenía una finalidad curativa, y se financiaba por las cuotas de empresas y trabajadores (Seguridad Social). Este énfasis curativo, y el aislamiento de otras instituciones y organismos sanitarios, fueron los puntos débiles del Seguro Obligatorio de Enfermedad.
La incorporación masiva de trabajadores de distintos sectores productivos a dicho seguro se produjo entre 1953 y 1962. La consiguiente mejora de la situación económica de la Seguridad Social permitió la construcción de hospitales públicos (“residencias sanitarias”, en la jerga oficial), muy bien dotados en lo material y personal, que lograron un enorme prestigio en la población.

### El Ministerio de Sanidad

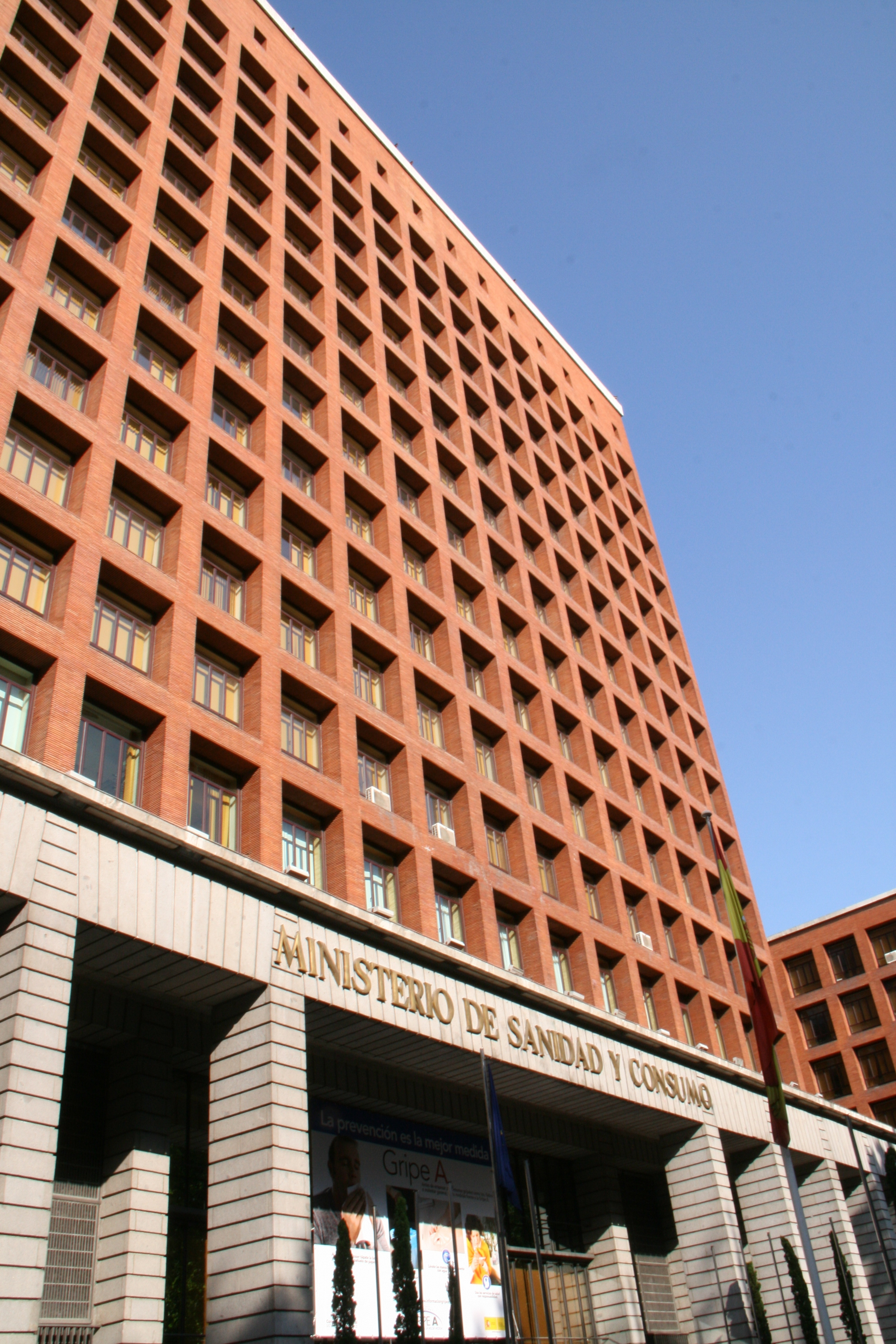
Ministerio de Sanidad.

En 1977 se creó, de forma permanente, el Ministerio de Sanidad, con el primer gobierno democrático (de la UCD) tras la dictadura. Previamente, existió brevemente entre 1936 y 1937, encabezado por Federica Montseny.
En 1978 el organismo gestor de las prestaciones sociales, el Instituto Nacional de Previsión (INP), se desdobló en entidades gestoras, correspondiendo al INSALUD la gestión de la asistencia sanitaria (el antiguo Seguro Obligatorio de Enfermedad), que dependía del Ministerio de Sanidad. Posteriormente, en 1986, en el segundo gobierno del Partido Socialista Obrero Español (PSOE), la Ley General de Sanidad expresó la voluntad política de orientar los servicios sanitarios hacia un modelo de cobertura universal, y de coexistencia de prevención y curación, y creó el Sistema Nacional de Salud, como evolución lógica del INSALUD, en la búsqueda de la equidad y de la eficiencia del sistema sanitario. La Ley General de Sanidad incorporó dos elementos clave ya en desarrollo: a/ la descentralización (transferencias) y b/ la reforma de la Atención Primaria.
En el origen de la organización y del ordenamiento normativo de los servicios de Atención Primaria de Salud podemos distinguir influencias varias, coincidentes en el tiempo. Como ya se ha dicho anteriormente, fue determinante la "filosofía" emanada de la Declaración de Alma-Ata, con el ejemplo de los centros de salud finlandeses como modelo promocionado por la OMS. También, la toma de conciencia de algunos profesionales que rechazaban el modelo puramente administrativo y curativo, y se sentían solos, marginados y desmoralizados en su ejercicio clínico. La población contribuyó con un mayor nivel de exigencia, que germinó durante la dictadura y se desarrolló con el inicio de la democracia. Tuvieron cierta influencia algunos salubristas con experiencia en gestión sanitaria llegados desde países de Latinoamérica, donde se habían instalado regímenes dictatoriales (básicamente Chile), o que habían recibido formación en Cuba. Fue importante el ambiente de permeabilidad ideológica que hubo en España durante la apertura y la transición política, entre 1970 y 1982. No fue ajeno el desarrollo en EE. UU., en los años setenta, de la especialidad de Medicina de Familia, como forma de dignificar y de “legalizar” la renovación de la Medicina General. Por último, la llegada al gobierno en 1982 del PSOE, un partido que compartía filosofía socialista y ansia de renovación, dio el impulso final para la reforma de la Atención Primaria, lo que supuso el inicio de la organización de la Atención Primaria que hoy conocemos.
Bajo un gobierno de UCD, en 1978, se creó la especialidad de Medicina Familiar y Comunitaria (MFyC), con el objetivo de lograr un médico bien formado en lo científico (una especie de internista), capaz de tener una visión de salubrista (de la salud de la comunidad). Se aspiraba a que este médico de familia fuera la figura fundamental del sistema sanitario, con la misión de realizar una atención médica integrada y completa a los miembros de la comunidad. En el fondo, lo que se pretendió fue llevar el nivel que se había alcanzado en los hospitales públicos, con el sistema de residencia MIR, a los consultorios del INSALUD, donde se prestaba una Atención Primaria vicariante. En la convocatoria MIR de 1979 aparece por primera vez la especialidad de MFyC, con cerca de 500 plazas. Las unidades piloto de Medicina Familiar, para que los futuros especialistas rotaran por centros de salud, se crearon con posterioridad, en 1982, y un año después se aprobó el programa docente de la especialidad.

### El Real Decreto 137/84
El elemento legislativo clave en el desarrollo de la Atención Primaria fue el Real Decreto 137/84 sobre Estructuras Básicas de Salud, en el que se definían los Centros de Salud y los Equipos de Atención Primaria. Destacaron en este decreto el establecimiento de:
- la delimitación territorial de la población (Zonas Básicas de Salud, ZBS),
- el trabajo en equipo multidisciplinar (Equipo de Atención Primaria, EAP),
- una estructura física común (Centro de Salud, CS),
- la necesidad de coordinación entre distintas Administraciones,
- la atención individualizada y personalizada, y
- la integración de las actividades curativas con las de promoción y prevención de la salud.

### Ley General de Sanidad
Posteriormente, la Ley General de Sanidad española vino a ratificar lo esencial de este decreto, y ayudó a la integración en la Atención Primaria de actividades que antes se realizaban mediante programas verticales (por ejemplo, las vacunaciones).
El Real Decreto 137/84 no modificó los siete pilares básicos del sistema previo de Atención Primaria del INSALUD:
1. el pago por “cartilla” (cuasi-capitación, que después se hizo desaparecer por el pago por salario, y finalmente se ha conservado como capitación propiamente dicha, en torno al 15% de los ingresos mensuales),
2. la distribución en cupos y la asignación de un médico de cabecera a los asegurados (con la consecuente limitación en el número de profesionales y la forzada distribución geográfica que conlleva la asignación de una población definida),
3. el papel de filtro del médico general (lo que contribuye a definir explícitamente un nivel de atención cercano a la población que llamamos Atención Primaria, un nivel definido en el que se realizan determinadas actividades asistenciales)
4. el cuadro de especialistas al que derivar obligatoriamente los pacientes
5. la ausencia de co-pagos (con la excepción farmacéutica comentada),
6. un modelo único para toda España (lo que era más propio del anterior gobierno de la dictadura, pero no de la actual democracia y de su consiguiente descentralización de poder hasta el máximo posible, para organizar los servicios según las necesidades), y
7. y la integración de provisión, gestión y financiación de los servicios sanitarios en una sola institución, y la naturaleza de la relación de los profesionales con la misma.

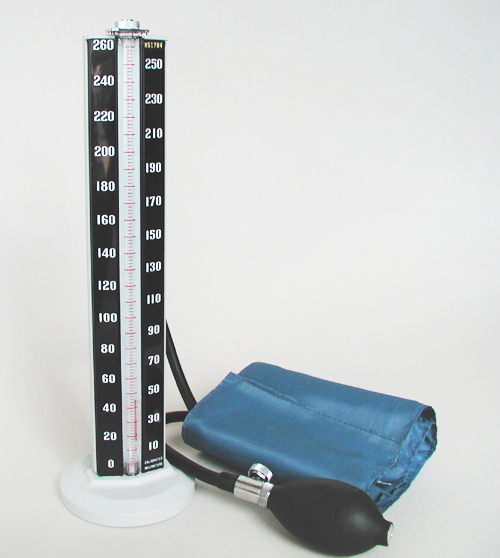
Manómetro de mercurio.

En la práctica, el Real Decreto 137/84 implantó una reforma de la Atención Primaria más orientada a aumentar su capacidad de resolución de problemas que a la mejora de la coordinación. Es decir, se buscó más la dotación de un nivel asistencial próximo a la población, capaz de resolver problemas de salud frecuentes; que la introducción de mecanismos que dieran al médico general más poder de coordinación (más poder para resolver los problemas frecuentes y al tiempo seguir los problemas infrecuentes), y para asegurar la continuidad de cuidados a la población.

### Las transferencias sanitarias
El traspaso de transferencias en materia de sanidad, desde los servicios del INSALUD a las diferentes comunidades autónomas, fue un proceso lento, que se alargó 20 años. Se inició 1981 con el traspaso a Cataluña, y se culminó en 2001 con las transferencias a diez comunidades; salvo a las ciudades autónomas de Ceuta y Melilla, que los servicios de atención sanitaria los presta el INGESA. De cualquier forma, aunque con distinta cronología, en todas las comunidades autónomas se introdujeron las reformas legales necesarias para adaptar el Real Decreto 137/84 a su marco competencial, fundamentalmente la ordenación asistencial del territorio en áreas y zonas de salud, y el reglamento de funcionamiento de los equipos de Atención Primaria. Sin olvidar, que hasta 2005 persistió una fracción marginal de la población cubierta por la organización del sistema del Seguro Obligatorio de Enfermedad (fundado en 1942), con médicos de cupo con horario de consulta de dos horas y media, que perduró, pues, más de sesenta años.